# Na Dun (huyện)
Na Dun (tiếng Thái: นาดูน) là một huyện (amphoe) ở phía nam của tỉnh Maha Sarakham, đông bắc Thái Lan.

## Địa lý
Các huyện giáp ranh (từ phía nam theo chiều kim đồng hồ) là Phayakkhaphum Phisai, Yang Sisurat, Na Chueak và Wapi Pathum của tỉnh Maha Sarakham, và Pathum Rat của tỉnh Roi Et.

## Lịch sử
Khu vực này đã là một tiểu huyện (King Amphoe) vào ngày 1 tháng 10 năm 1969, khi ba tambon Na Dun, Nong Phai và Nong Khu được tách khỏi huyện Wapi Pathum. Đơn vị này đã được nâng cấp thành huyện ngày 25 tháng 3 năm 1979.

## Hành chính
Huyện này được chia thành 9 phó huyện (tambon), các đơn vị này lại được chia ra thành 94 làng (muban). Na Dun là một thị trấn (thesaban tambon) nằm trên một phần của the tambon Na Dun và Phra That. Có 8 Tổ chức hành chính tambon.
| STT | Tên         | Tên tiếng Thái | Số làng | Dân số |  |
| --- | ----------- | -------------- | ------- | ------ |  |
| 1.  | Na Dun      | นาดูน           | 10      | 4.468  |  |
| 2.  | Nong Phai   | หนองไผ่         | 8       | 3.782  |  |
| 3.  | Nong Khu    | หนองคู          | 14      | 5.512  |  |
| 4.  | Dong Bang   | ดงบัง           | 9       | 2.692  |  |
| 5.  | Dong Duan   | ดงดวน          | 10      | 4.071  |  |
| 6.  | Hua Dong    | หัวดง           | 15      | 5.054  |  |
| 7.  | Dong Yang   | ดงยาง          | 11      | 4.275  |  |
| 8.  | Ku Santarat | กู่สันตรัตน์        | 9       | 3.715  |  |
| 9.  | Phra That   | พระธาตุ         | 8       | 2.916  |  |